# Lijst van Nederlandse films (1940-1949)
Dit is een lijst van Nederlandse films in de periode van 1940 t/m 1949, in chronologische volgorde.
| Titel                            | Jaar | Regisseur                                       | Acteurs                                    | Genre              | Bijzonderheden |
| -------------------------------- | ---- | ----------------------------------------------- | ------------------------------------------ | ------------------ | --- |
| Ergens in Nederland              | 1940 | Ludwig Berger                                   | Lily Bouwmeester Rini Otte                 | Drama Oorlog       | Over de mobilisatie van Nederland voor de Tweede Wereldoorlog                                                                          |
| Rembrandt                        | 1940 | Gerard Rutten                                   | Jules Verstraete                           | Biografische film  | De Duitsers maakten twee jaar later een Duitse versie.                                                                                 |
| Notre Dame van de sloppen        | 1940 | Robert Peguy                                    | Odette Joyeux                              | Drama              | Frans-Nederlandse coproductie |
| Zeven jongens en een oude schuit | 1942 | G. Gerritsen                                    | Frans Beukenkamp                           | Jeugdfilm          | Naar het boek van A.C.C. de Vletter |
| Dick Bos: Inbraak                | 1942 | Alfred Mazure                                   | Maurice van Nieuwenhuizen                  | Thriller           | Gebaseerd op de Dick Bos-strips |
| De laatste dagen van een eiland  | 1942 | Ernst Winar                                     | Jules Verstraete Aaf Bouber                | Drama Romantiek    | Naar een verhaal van Klaas Norel |
| Polygoon's filmvariété           | 1942 | Walter Smith                                    | Piet Bron Aaf Bouber                       | Drama Komedie      | Film bestaande uit een zevental filmfragmenten                                                                                         |
| Richard knapt het op             | 1943 | Henk van der Linden                             | Dirk Capel Rinus Bonekamp                  | Jeugdfilm          | |
| Valsch geld                      | 1943 | Alfred Mazure                                   | Maurice van Nieuwenhuizen                  | Thriller           | Semi-amateurfilm, gebaseerd op de Dick Bos-strips                                                                                      |
| Drie weken huisknecht            | 1944 | Walter Smith                                    | Matthieu van Eysden Paul Steenbergen       | Komedie            | Naar het toneelstuk Adel in livrei van Henk Bakker                                                                                     |
| De Burcht der Verschrikkingen    | 1945 | Henk van der Linden                             |                                            |                    | |
| Bezet gebied                     | 1946 | Frans Dupont Wim Gerdes                         | Ludzer Eringa Ellen Vogel                  | Drama Verzet       | Ook wel De weg naar vrijheid geheten, première 17 mei 1946, filmdebuut Ellen Vogel                                                     |
| Samen op weg                     | 1946 | Otto van Neijenhoff                             |                                            | Documentaire       | Over de wederopbouw na de Tweede Wereldoorlog                                                                                          |
| Dick Bos: Moord in het modehuis  | 1946 | Alfred Mazure                                   | Maurice van Nieuwenhuizen                  | Thriller           | Semi-amateurfilm, ook bekend als Ten hoogste negen jaren                                                                               |
| Dik Trom en zijn dorpsgenoten    | 1947 | Ernst Winar                                     | Jules Verstraete                           | Jeugd              | Eerste verfilming Dik Trom van J.C. Kievit                                                                                             |
| Doortje Verkerk                  | 1947 | Jo de Haas Jef Populier                         | Iris Man Hans Kroesen Anne Reinders        | Drama              | Geproduceerd door Trio Film |
| Niet tevergeefs                  | 1948 | Edmond T. Greville                              | Ben van Eysselsteyn                        | Oorlog Verzet      | |
| Vijftig jaren                    | 1948 | Ernst Winar                                     | Julia de Gruyter Jules Verstraete          | Drama Documentaire | |
| Nederlands in zeven lessen       | 1948 | Charles Huguenot van der Linden Heinz Josephson | Audrey Hepburn                             | Voorlichtingsfilm  | Debuut van Audrey Hepburn, film was in eerste instantie voorlichtingsfilm, maar werd uiteindelijk een film over het vliegvaartverkeer. |
| Een koninkrijk voor een huis     | 1949 | Jaap Speyer                                     | Heintje Davids Johan Kaart                 | Komedie            | |
| LO/LKP                           | 1949 | Max de Haas                                     | Harry Horsten Chris Baay Wolfgang Cordan   | Oorlog Drama       | |
| Trouwe kameraden                 | 1949 | Ernst Winar                                     | Elsje Niestadt Douwe Koridon Sylvain Poons |                    | Naar een verhaal van G.B.H. Niestadt, 77 minuten                                                                                       |

1896-1909 · 1910-19 · 1920-29 · 1930-39 · 1940-49 · 1950-59 · 1960-69 · 1970-79 · 1980-89 · 1990-99 · 2000-09 · 2010-19
· 2020-29